# Gyrtona dorsobimaculata
Gyrtona dorsobimaculata là một loài bướm đêm trong họ Noctuidae.